# Maciej Musa Konopacki
Maciej Musa Konopacki (ur. 29 stycznia 1926 w Wilnie, zm. 3 grudnia 2020 w Sopocie) – polski działacz społeczny pochodzenia tatarskiego. Współtwórca Muzeum Ziemi Sokólskiej z działem tatarskim, patriarcha polskiego Orientu.
Syn Hassana Konopackiego. Ukończył studia z filologii rosyjskiej na Uniwersytecie Warszawskim w roku 1956.
W latach 1974–1977 pracował w Sokólskim Ośrodku Kultury w Sokółce.
Był jednym z inicjatorów powołania Związku Tatarów Rzeczypospolitej Polskiej (1992), angażował się w działalność społeczności tatarskiej i dokumentowanie jej historii, był jednym z prekursorów dialogu katolicko-muzułmańskiego w ramach Rady Wspólnej Katolików i Muzułmanów oraz działalność oddziału gdańskiego Polskiego Towarzystwa Orientalistycznego.